# Téthieu
Téthieu – miejscowość i gmina we Francji, w regionie Nowa Akwitania, w departamencie Landy.
Według danych na rok 1990 gminę zamieszkiwało 485 osób, a gęstość zaludnienia wynosiła 44 osób/km² (wśród 2290 gmin Akwitanii Téthieu plasuje się na 723. miejscu pod względem liczby ludności, natomiast pod względem powierzchni na miejscu 997.).